# VJ (アーケードゲーム)
『VJ』は、ジャレコが1999年に発売したアーケードゲームである。ジャンルは音楽ゲーム。

## 概要
コナミ（後のコナミアミューズメント）が1997年に発売した『beatmania』シリーズに対抗すべく開発された作品。専用の大型筐体に6つのボタンと8方向の水平スライドハンドルが2人分あり、操作用ディスプレイの上にビジュアル画面用のディスプレイが3つある。プレイヤーは音楽とともに、ビジュアル画面のエフェクトも操作するようになっている。ビジュアル画面はプレイ画面の上に設置されているため、ギャラリーにプレイをアピールする効果もあった。

## ルール
操作用ディスプレイには、操作譜面が流れてくるのでタイミングを合わせて、音楽では3つのボタンを押し、映像では3つのボタン+ハンドルをスライドさせる。音のボタンを押すと音が鳴り、映像のボタンを押すとボタンに対応したビジュアル画面の映像が切り替わるがタイミングを外すと上手く切り替わらずにホワイトノイズ画面になってしまう。
タイミング良くボタンを押したりハンドルをスライドさせるとゲージが上昇し、逆にタイミングが悪いとゲージが減少する。曲の終了時にゲージが一定以上あればステージクリア、無ければゲームオーバー（『beatmania』シリーズと同様）。
3ステージ設定で、特定の条件を満たすとエキストラステージに挑戦できる。各ステージに6曲、エキストラステージに2曲が割り振られていて合計20曲が収録されている。

## シリーズ作品
- VJ
- VJ DASH
  - 『VJ』のマイナーバージョンアップ版として発売された。主な違いとしては『VJ』では映像用のボタンを押しても音が鳴らなかったが、『VJ DASH』では映像用のボタンにも音が割り振られていることが挙げられる。
- RAVE MASTER
  - 1ボタンと4方向レバーで動くセンサーにあわせて、ボタンは押し、レバーは同一方向に動かす。上部には映像が流れ、手元の画面がゲーム画面となっている。難易度が4段階あり、1段階ごとにボタンを押すためのレーンが増え、ボタンを押す回数が増える。（イメージ的には『VJ』の6ボタンが1つに集約されたような感じ。）

## コナミとの確執
『beatmania』に酷似したゲーム内容であったため、コナミはジャレコを特許侵害で提訴したばかりでなく、本作品を導入した店舗に露骨な圧力をかけた。当時のコナミの営業は、オペレーターに対して「『VJ』を撤去しなければ、『beatmania 4thMIX』や『pop'n music2』を導入させない」という強い姿勢で臨んだという。
さらに、本作品を多く導入したナムコに対し、ナムコの経営するゲームセンターから本作品の撤去を求める仮処分を東京地裁に申請した。
結果として、ナムコはその後しばらく直営店でコナミの音楽ゲームを導入せず、ジャレコや自社開発の音楽ゲーム（例：Guitar Jam、TEKNOWERK、Quest for Fame、ウンジャマ・ラミー NOW!）を稼働させることになったほか、既にコナミの音楽ゲームを設置していた店舗でも、長期に渡って古いバージョン（1998年末時点のもの、例えば「beatmania complete MIX」など）を稼働させ続ける羽目になった。また、コナミ製の他ジャンルのゲームについても、しばらく導入を取り止めた。この現象は、同様にジャレコやナムコの音楽ゲームを導入していたセガの直営店（現在はGiGOに移管）でも見られた。
その後、コナミとの取引は再開され、一部の店舗で同社の製品が導入されているほか、e-AMUSEMENTにも繋がっている。しかし両者間の取引は、『pop'n_music』など既存設置機器のバージョンアップ、メンテナンス・サポート業務などに限定され、新規機種の導入はほとんど行われなかった。
2016年4月以降、同様にコナミ製品を導入していなかったセガ エンタテインメント（当時）のゲームセンターとともに順次『SOUND VOLTEX』『MUSECA』などの新規製品を導入しており、17年ぶりにナムコによるコナミ製品の本格的な導入が再開された。後にコナミの電子マネーサービスであるPASELIも導入された。
ジャレコは『VJ』を皮切りに『ステッピングステージ』や『ロックントレッド』といった音楽ゲームをリリースしたが、コナミによる商標登録の影響から、シリーズ途中でのタイトル変更を強いられた作品も存在した。
この一件からネットでは「コナミの製品を一切買わないようにしよう」というスローガンを掲げた「ボイコットコナミ運動」が発生した。